# 阪井あゆみ
阪井 あゆみ（さかい あゆみ、1983年1月21日 - ）は、日本の女性ファッションモデル、歌手。和歌山県橋本市出身。テンカラット所属。

## 略歴
2001年、大阪市中央区の黒門市場の歳末イベント「黒門 ええもん ほんまもん」で「ミスほんまもん」に選出された。
2002年、大阪市の高津理容美容専門学校を卒業。
2005年からファッション雑誌『CanCam』の読者モデルとして活動。2007年に同誌の専属モデルとなり上京した。
2009年2月11日にシングル「悲しみを愛しさで」にて歌手デビュー。同日、配信番組に出演後、取材陣が過去の恋愛経験を質問すると自身の離婚歴について語った。同年5月には、過去に大阪の大手キャバクラに勤務していたことを、セカンドシングル『横顔』のプロモーションビデオの監督を務めた放送作家の鈴木おさむに暴露されたが、本人も「今、歌手という立場にいるのも、過去の人生経験があるからこそなので」としてそれを認めた。
2013年5月をもってパールを退社。2016年9月からテンカラットに所属する。

### 結婚歴
『CanCam』の読者モデル時代の2006年に2歳年上の男性と結婚。2007年に同誌の専属モデルになると多忙となり、すれ違いの生活が続いたため、2008年に離婚した。
2021年5月に再婚を発表。同年9月13日に第1子男児、2022年9月29日に第2子男児、2024年1月20日に第3子男児を出産した。

## 出演

### 雑誌
- CanCam（小学館） - 専属モデル
- 静岡Wedding（T-Rise） - 表紙モデル

### テレビ
- 音楽戦士 MUSIC FIGHTER（2009年2月13日・6月5日、日本テレビ）
- ドォーモ（2009年2月24日・2010年10月11日、九州朝日放送）
- ザ!世界仰天ニュース（2009年4月29日・8月5日、日本テレビ）
- キャンパスナイトフジ（2009年5月29日、フジテレビ）
- 美しき青木・ド・ナウ（2009年6月8日・15日、テレビ朝日）
- 小熊のベア部屋（2009年7月1日、日本テレビ）
- さきっちょ☆（2010年5月18日、テレビ朝日）
- らぱるぅが（2010年5月21日、朝日放送）
- ほんわかどようび（2010年5月29日、北海道テレビ）
- シアワセ結婚相談所（2010年6月1日、日本テレビ）
- 浜ちゃんが!（2010年6月17日、読売テレビ）
- たかじん胸いっぱい「バツイチ女の恋愛観をたかじんがメッタ斬り」（2010年7月31日、関西テレビ）
- ダウンタウンDX（2010年10月14日、読売テレビ）
- ビーバップ!ハイヒール（2011年10月20日・2013年2月14日、朝日放送）

### テレビドラマ
- 特命係長 只野仁 4thシリーズ 第39話（2009年3月12日、テレビ朝日） - 藤堂美咲 役
- FACE MAKER 最終話（2010年12月30日、読売テレビ） - 篠塚舞 役
- 匿名探偵（2012年10月12日 - 12月7日、テレビ朝日） - レナ 役

## ディスコグラフィー

### シングル
| 枚  | 発売日         | タイトル         |
| --- | -------------- | ---------------- |
| 1st | 2009年2月11日  | 悲しみを愛しさで |
| 2nd | 2009年5月13日  | 横顔             |
| 3rd | 2009年7月1日   | STRONG BODY      |
| 4th | 2009年10月21日 | KONAYUKI         |
| 5th | 2010年5月12日  | ex-lover         |
| 6th | 2010年12月1日  | 幸せのルール     |

### アルバム
| 枚  | 発売日        | タイトル |
| --- | ------------- | -------- |
| 1st | 2010年6月16日 | Precious |

## タイアップ
| 曲名             | タイアップ                                                   |
| 悲しみを愛しさで | テレビ朝日系ドラマ『特命係長 只野仁』4thシーズン主題歌       |
| 横顔             | 関西テレビ制作・フジテレビ系ドラマ『白い春』主題歌           |
| STRONG BODY      | ゼスプリゴールドキウイCMソング                               |
| KONAYUKI         | 日本テレビ系『音楽戦士 MUSIC FIGHTER』10月エンディングテーマ |
| ex-lover         | テレビ朝日系ドラマ『同窓会〜ラブ・アゲイン症候群』主題歌     |
| Fun to the night | 舞川あいくプロデュース「rush hour」イメージソング            |
| 幸せのルール     | 読売テレビ制作・日本テレビ系ドラマ『FACE MAKER』主題歌       |